# Pearl Thusi
Sithembile Xola Pearl Thusi (Provincia de KwaZulu-Natal, 13 de mayo de 1988) es una actriz, modelo y presentadora sudafricana, reconocida por protagonizar la serie de Netflix Queen Sono.

## Biografía
Thusi nació en la Provincia de KwaZulu-Natal en 1988. Obtuvo reconocimiento luego de interpretar los papeles de Patricia Kopong en la serie de televisión de la BBC The No. 1 Ladies' Detective Agency, Dayana Mampasi en el seriado de suspenso de la ABC Quantico y Samkelo en la película dramática Catching Feelings. Una de las personalidades más influyentes en los medios sudafricanos, actualmente protagoniza la serie de Netflix Queen Sono, primera producción original africana en la plataforma de streaming.

## Filmografía

### Cine
| Año  | Título                             | Papel              | Notas           |
| ---- | ---------------------------------- | ------------------ | --------------- |
| 2015 | Tremors 5: Bloodlines              | Dra. Nandi Montabu |                 |
| 2015 | Einfach Rosa: Wolken über Kapstadt | Nandi              | Telefilme       |
| 2017 | Catching Feelings                  | Samkelo            |                 |
| 2017 | Kalushi                            | Brenda Riviera     |                 |
| 2018 | The Scorpion King: Book of Souls   | Tala               | Directo a vídeo |

### Televisión
| Año           | Título                             | Papel           | Notas                            |
| ------------- | ---------------------------------- | --------------- | -------------------------------- |
| 2009          | The No. 1 Ladies' Detective Agency | Patricia Kopong | Episodio: "Beauty and Integrity" |
| 2011-2012     | Zone 14                            | Samkelisiwe     |                                  |
| 2011–2016     | Live Amp                           | Presentadora    |                                  |
| 2012          | Real Goboza                        | Presentadora    |                                  |
| 2013          | Isidingo                           | Palesa Motaung  |                                  |
| 2013          | Tropika Island of Treasure         | Presentadora    |                                  |
| 2015          | Moments                            | Presentadora    |                                  |
| 2016–2017     | Lip Sync Battle Africa             | Presentadora    |                                  |
| 2016–2017     | Quantico                           | Dayana Mampasi  |                                  |
| 2018–presente | Behind the Story                   | Presentadora    | Cuarta temporada                 |
| 2020–presente | Queen Sono                         | Queen Sono      | Papel principal                  |